# Сталь, Йохан Фредерик
Йохан Фредерик Сталь, более известный как Фриц Сталь (3 ноября 1930, Амстердам — 19 февраля 2012, Чиангмай, Таиланд) — голландский и американский индолог; заслуженный профессор философии и исследований в области Южной и Юго-Восточной Азии в Калифорнийском университете в Беркли.
Отец Сталя, голландский архитектор Ян Фредерик Сталь умер в 1940 году; мать-еврейка была убита немцами в концлагере. Сам Сталь смог сбежать оттуда и нашёл убежище с тремя другими детьми у одной из голландских аристократических семей.
С 1948 года по 1954 год изучал в Амстердамском университете физику, математику и философию. В 1954—1957 годах продолжил своё образование изучением индийской философии и санскрита в Мадрасе и Бенаресе. Вернувшись в Европу на грузовом судне, он выпустил книгу по ведийской рецитации у намбудири. В 1958—1962 годах учёный преподаёт санскрит в Школе восточных и африканских исследований в Лондоне.
После последующего краткого периода преподавания индийской философии в Пенсильванском университете, учёный в 1962—1967 годах возвращается в Амстердам и занимает пост профессора общей и сравнительной философии. В период с 1967 года по 1968 года посещает с лекциями Массачусетский технологический институт. С 1968 года он работал уже на должности профессора философии и исследований в области Южной и Юго-Восточной Азии в университете Беркли, оставаясь там вплоть до ухода на пенсию в 1991 году. Также Сталь посещал с лекциями Бенарес, Бангкок, Киото, Париж, Перадению, Станфорд, Сассекс, Токио, Вашингтон, Пуну и Лейден. Свою исследовательскую работу он продолжал до конца жизни, добавив к своим 14-томным исследованиям свыше 130 статей, два фильма и музыкальный альбом. При этом Сталь в 1980—1990-х годах предпринял ряд путешествий по Азии: посетил Тайвань и Индонезию, через Пекин и Лхасу добрался до горы Кайласа и присутствовал в марте 1996 года на кремации королевы-матери в Бангкоке.
Специализацией Фрица Сталя стали изучение ведийских мантр и ритуала и научное исследование таких общих понятий как мистицизм и ритуал. Также публикации учёного охватывают греческие и индийские философии и логики, санскритскую грамматику, балийский ритуал, рациональность и релятивизм. Более поздние исследования Сталя касаются ведийской и греческой геометрий.
В 1975 году индолог Фриц Сталь задокументировал во всех подробностях совершение агничаяны брахманами в Керале. Агничаяна никогда до этого не была наблюдаема посторонними. В обмен на финансовое участие ученых в подготовке ритуала, брахманы согласились, чтобы агничаяна была снята и описана. Ритуал проходил 12-24 апреля 1975 года. Своего рода отчет об этом ритуале содержится в двухтомной книге Ф. Сталя «Агни», являющейся своеобразной энциклопедией по этому вопросу и в которой прекрасно сгруппированы материалы шраута-сутр по агничаяне. Описание данного жертвоприношения было также выпущено также в виде фильма «Altar of Fire».
Фриц Сталь был убеждён, что всё бытие доступно рациональному познанию. Идеей, повторяющейся в его трудах, было утверждение об открытости таких областей знания как мистицизм и ритуал для рационального, научного исследования. Согласно Сталю искусственные различия между Востоком и Западом мешают плодотворному изучению человеческой жизни. Его же тщательное изучение грамматики Панини выступает против ранее принятого первенства древних греков в области научного анализа.